# Хтось стежить за Мною!
«Хтось стежить за Мною!» (англ. Someone's Watching Me!) — американський телевізійний трилер 1978 року режисера Джона Карпентера.

## Сюжет
Молода і дуже активна жінка Лея Майклс, по професії режисер телепередач, переїздить в Лос-Анджелес, де купує квартирку в багатоповерховому будинку, і влаштовується за фахом на місцевому телебаченні. Вона виявляє, що людина з багатоповерхівки навпроти уважно стежить за нею зі свого вікна. Поліція не вважає її скарги і прохання про допомогу справжніми. Тоді вона вирішує вирушити до будинку навпроти самостійно і розплутати цю справу одна.

## У ролях
| Актор             | Роль              |
| ----------------- | ----------------- |
| Лорен Гаттон      | Лея Майклс        |
| Девід Бірні       | Пол Вінклес       |
| Едріенн Барбо     | Софі              |
| Чарльз Сайферс    | Гарі Гант         |
| Грейнджер Гайнс   | Стів              |
| Лен Лессер        | кремезний чоловік |
| Джон Махон        | Фраймсін          |
| Джеймс Муртаг     | Леоне             |
| Дж. Джей Саундерс | інспектор поліції |
| Майкл Лоуренс     | телеведучий       |
| Джордж Скафф      | Герберт Стайлс    |
| Роберт Фален      | Вейн              |
| Роберт Снівлі     | Гровс             |
| Жан Ле Бовье      | офіціантка        |
| Джеймс МакАлпайн  | спритний чоловік  |
| Едгар Джастіс     | Чарлі             |
| Джон Дж. Фокс     | Едді              |